# Un-Thinkable (I'm Ready)
"Un-Thinkable (I'm Ready)" é uma canção da cantora norte-americana Alicia Keys com vocais providenciados pelo rapper canadiano Drake. É o quarto single do álbum The Element of Freedom, inicialmente agendado para ser o quinto, embora tenha sido trocado com "Put It in a Love Song". Foi a primeira canção a atingir a primeira posição na Billboard R&B/Hip-Hop Songs desde "Like You'll Never See Me Again" de 2007. O remix oficial da música inclui um verso por Drake e foi lançado a 28 de Maio de 2010 no iTunes. Este mesmo formato poderá fazer parte do alinhamento do relançamento do disco da cantora.

## Desempenho nas tabelas musicais

### Posições
| Tabelas musicais (2010)                      | Melhor posição |
| -------------------------------------------- | -------------- |
| Estados Unidos - Billboard Hot 100           | 21             |
| Estados Unidos - Billboard R&B/Hip-Hop Songs | 1              |

## Certificações
| País           | Provedor | Vendas    | Certificação |
| -------------- | -------- | --------- | ------------ |
| Estados Unidos | RIAA     | 2.000,000 | 2× Platina   |

## Histórico de lançamento
| País           | Data                | Formato                      | Editora discográfica |
| -------------- | ------------------- | ---------------------------- | -------------------- |
| Estados Unidos | 15 de Maio de 2011  | Rádio Urban mainstream       | J                    |
| Estados Unidos | 30 de Maio de 2010  | Rádio Urban AC               | J                    |
| Estados Unidos | 13 de Abril de 2010 | Rádio urbana e contemporânea | J                    |
| Estados Unidos | 28 de Maio de 2010  | Download digital             | J                    |